# Лыжные гонки на зимних Олимпийских играх 1980 — 5 км (женщины)
Женская лыжная гонка на 5 км на зимних Олимпийских играх 1980 года в Лейк-Плэсиде была проведена 15 февраля в лыжном комплексе у подножия горы Ван Ховенберг. Это была первая гонка женщин на Играх 1980 года. Женщины пятый раз в истории разыграли медали на этой дистанции на Олимпийских играх.
На старт вышли 38 лыжниц из 12 стран, все они финишировали. Спортсменки соревновались классическим стилем с раздельного старта.
Олимпийская чемпионка 1976 года и чемпионка мира 1978 года на этой дистанции 32-летняя Хелена Такало из Финляндии на этот раз заняла только восьмое место. Олимпийская чемпионка 1972 года на этой дистанции 37-летняя Галина Кулакова стала шестой.
Золото завоевала 27-летняя советская лыжница Раиса Сметанина, которая была второй на этой дистанции на Играх 1976 года и третьей на чемпионате мира 1978 года. Второй с отставанием в пять секунд стала Хилькка Рийхивуори, которая была четвёртой на этой дистанции на Играх 1976 года и второй на чемпионате мира 1978 года. Третье место заняла 23-летняя Квета Ериова, которая опередила опытную Барбару Петцольд из ГДР всего на 0,18 сек. Медаль Ериовой стала единственной для сборной Чехословакии на Играх 1980 года во всех видах спорта. Ранее за всю историю представители Чехословакии выиграли только одну медаль в лыжных гонках на Олимпийских играх — Хелена Шиколова на дистанции 5 км на Играх 1972 года.
Для Сметаниной эта золотая медаль стала третьей на Олимпийских играх после победы на дистанции 10 км и в эстафете на Играх 1976 года.

## Медалисты
| Золото               | Серебро                      | Бронза                    |
| Раиса Сметанина СССР | Хилькка Рийхивуори Финляндия | Квета Ериова Чехословакия |

## Результаты
| Место | Спортсменка                    | Время    |
| ----- | ------------------------------ | -------- |
| 1     | Раиса Сметанина (URS)          | 15:06,92 |
| 2     | Хилькка Рийхивуори (FIN)       | +5,04    |
| 3     | Квета Ериова (TCH)             | +16,52   |
| 4     | Барбара Петцольд (GDR)         | +16,70   |
| 5     | Нина Фёдорова-Балдычева (URS)  | +22,11   |
| 6     | Галина Кулакова (URS)          | +22,66   |
| 7     | Вероника Хессе-Шмидт (GDR)     | +24,91   |
| 8     | Хелена Такало (FIN)            | +25,20   |
| 9     | Марлис Росток (GDR)            | +29,36   |
| 10    | Лена Карлсон-Лундбек (SWE)     | +36,12   |
| 11    | Мари Юханссон-Рисбю (SWE)      | +40,27   |
| 12    | Ева Ульссон (SWE)              | +41,67   |
| 13    | Дагмар Палечкова-Швубова (TCH) | +41,86   |
| 14    | Берит Эунли (NOR)              | +42,01   |
| 15    | Нина Рочева (URS)              | +43,47   |
| 16    | Уте Нестлер (GDR)              | +46,46   |
| 17    | Карин Ламберг-Ског (SWE)       | +48,15   |
| 18    | Марит Мюрмель (NOR)            | +51,19   |
| 19    | Марья Лиса Хямяляйнен (FIN)    | +51,35   |
| 20    | Габриэла Свободова (TCH)       | +54,49   |
| 21    | Брит Петтерсен (NOR)           | +56,66   |
| ...   | ...                            | ...      |